# Paula Gatti
Paula Érika Gatti (Buenos Aires, 1º settembre 1978) è un'ex cestista argentina.

## Carriera
Con l'Argentina ha disputato tre edizioni dei Campionati mondiali  (1998, 2006, 2010) e sei dei Campionati americani (1997, 1999, 2003, 2005, 2007, 2009).